# Gauthier II de Montfaucon

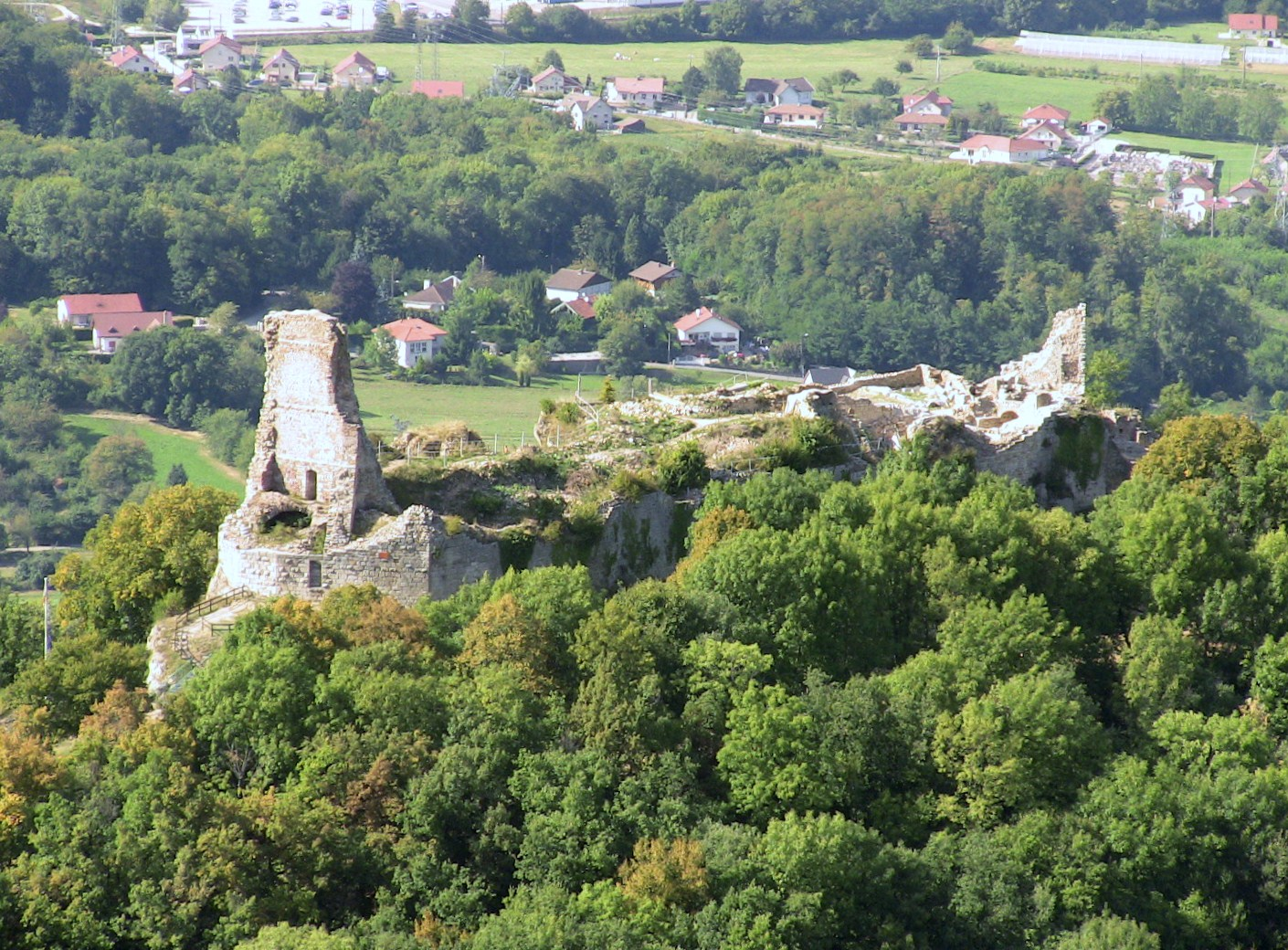
Château féodal de Montfaucon

Pour les articles homonymes, voir Gauthier II.
Gauthier II de Montfaucon, (vers 1250 - mai 1309), est seigneur de Montfaucon, de Vuillafans-le-Neuf et des biens situés dans le canton de Vaud qui sont Orbe et Échallens.

## Biographie
En 1306 son frère Jean Ier décède sans enfants, c'est à Gauthier que reviennent les terres de Montfaucon. Il continue l'œuvre de son père afin de constituer la seigneurie d'Échallens en châtellenie, plus tard il travaille encore à en édifier d'autres aux confins de ses terres. Dans cette région existait un bourg nommé « Goumoëns » (aujourd'hui Goumois), par une charte du mois de mai 1304, Renaud de Bourgogne, en qualité de comte de Montbéliard, ainsi que Guillemette de Neuchâtel, sa femme, auxquels ce territoire appartenait, donnèrent à leur « amé cousin, Gauthier de Montfaucon, leur ville de Goumoens, sur la rive du Doubs près de Maîches, en considération de plusieurs bons services que celui-ci leur avait faits ». Aussitôt il fait construire sur la rive du Doubs, sur la colline située entre le moulin du Theusseret et le village de Goumois, un château qu'il nomme Franquemont face à celui du Spiegelberg (Le Noirmont, crête rocheuse des Sommêtres). À la même époque il reprenait de Jean II de la Roche, tout ce que celui-ci possédait sur la rive droite du Doubs.

## Famille

### Ascendance
Il est le fils d'Amédée III et de Mathilde de Sarrebruck.

### Mariages et succession
Sa première épouse est inconnue, il se remarie en secondes noces avec Mathilde ou Mahaut, (vers 1275/82 - 1329/30), dame de Lamarche, fille de Simon de Chaussin de Lamarche (issu des Neublans et des Champlitte-Pontailler) et d'Egidie fille d'Hugues IV de Neublans d'Antigny comte de Vienne), de son deuxième mariage il a :
- Jean II[2], (? - 1318), seigneur de Montfaucon,
- Henri[2], (? - 1367), comte de Montbéliard,
- Girard[2], (? - 1353), seigneur d'Orbe, d'Échallens, de Montagny-le-Corbos, de Vuillafans-le-Viel, de Montgesoye et de Mouthier-Haute-Pierre,
- Jeanne, (? - 1326), elle épouse en 1297 Thiébaud III de Belvoir,
- Mahaut[3] ou Mathilde, (? - 1360), elle épouse Richard de La Roche puis Frédéric[4], fils de Conrad III de Fribourg,
- Marguerite, elle épouse en 1310 Henri II comte de Blamont.

## Sources
- Frédéric Charles Jean Gingins-La Sarraz, Recherches historiques sur les acquisitions des sires de Montfaucon et de la maison de Chalons dans le pays-de-Vaud, G. Bridel, 1857 (lire en ligne), p. 84 à 86.
- Roglo, Gauthier de Montfaucon, .